# Christian Laborde
Pour l’article homonyme, voir Christian Laborde (guitariste).
Compléments
chroniqueur (« Fenêtre sur Tour », RTL)
 (août 2025).
Si vous disposez d'ouvrages ou d'articles de référence ou si vous connaissez des sites web de qualité traitant du thème abordé ici, merci de compléter l'article en donnant les références utiles à sa vérifiabilité et en les liant à la section « Notes et références ».
Christian Laborde, né en 1955 à Aureilhan dans les Hautes-Pyrénées, est un écrivain, poète, chroniqueur et pamphlétaire français.

## L’œuvre

### L’Os de Dionysoset les censeurs
Christian Laborde est célèbre pour avoir subi la dernière censure littéraire en France. En 1987, son roman L'Os de Dionysos est interdit pour 

« … trouble illicite, incitation au désordre et à la moquerie, pornographie et danger pour la jeunesse en pleine formation physique et morale »

— jugement du 12 mars 1987 du tribunal de grande instance de Tarbes
 et 

« blasphème, lubricité, provocation, paganisme, […] et contenu incompatible avec le projet éducatif d'une école vouée au rayonnement de la parole du Christ »

— arrêt du 30 avril 1987 de la cour d'appel de Pau.
 Le jugement de Tarbes cassé par la Cour de cassation, L'Os de Dionysos sera réédité en 1989 et deviendra un roman culte.

### L'Idiot, l'ours et Nougaro
Il a collaboré à L'Idiot international de Jean-Edern Hallier, dans lequel il tirait « sur tout ce qui ne bouge pas ». C'est dans ce journal qu'il a pris la défense de l'ours des Pyrénées, le dernier fauve d'Europe. Mais, s'il aime l'ours, les paysages et le vent, Christian Laborde déteste les « ismes » : régionalisme, occitanisme… Il cite volontiers Miguel Torga : « L’universel, c'est le local moins les murs ». Ami de Claude Nougaro, il a consacré quatre livres à l'auteur-interprète de Toulouse. Avec lui, il a écrit les paroles de la chanson Prof de lettres (album Bleu Blanc Blues, 1985).

### «Le maillot jaune de la page blanche»
C'est dans la cuisine de son enfance, à Aureilhan, que Christian Laborde a découvert l'épopée du Tour de France. L'hiver, dans la cuisine, son père lui parlait de Charly Gaul et l'été, toute la famille allait applaudir Anquetil et Poulidor dans les Pyrénées.

Christian Laborde a consacré plusieurs livres aux héros du Tour, écrivant aussi bien sur les champions du passé - L'ange qui aimait la pluie, Charly Gaul - que sur les géants contemporains : Le Roi Miguel ouvrage racontant les exploits de Miguel Indurain, ou Champion, hymne à la pédalée de Lance Armstrong, qu'il défend malgré la révélation du dopage,. Christian Laborde est l'auteur, chez Plon, du Dictionnaire amoureux du Tour de France.

### "Costaud de la luette"
"Christian Laborde est mon frère de race mentale, c’est un poète, c’est-à-dire un homme qui parle une langue de couleurs à délivrer les grands baisers de l’âme » dit Claude Nougaro de l'auteur de "Diane et autres stories en short". Cette langue de couleurs, "costaud de la luette", Christian Laborde la fait sonner sur scène lors de « tchatcheries espatarouflantes" – comme « à la table des mots » -, et lors de ses one-man-shows, « Poulidor by Laborde » et « Nougaro by Laborde » qu’il joue de Saint-Saturnin-les Apt à Pontivy, d’Albi à Carcassonne, de Paris à Saint-Lary…

## Publications
- Claude Nougaro, l'homme aux semelles de swing, préface de Kenneth White, percussions graphiques de Claude Nougaro, menteries biographiques, éd. Privat, 1984 (1re éd.), grand prix de littérature musicale de l'académie Charles Cros ; éd. Régine Deforges, 1992
- Les Soleils de Bernard Lubat, ill. de Frans Masereel, éd. Eché, 1987 (1re éd.)  (ISBN 2-86513-062-2) ; éd. Princi Négué, 1996
- L'Os de Dionysos, roman, éd. Eché, 1987 (1re éd.) ; éd. Régine Deforges, 1989  (ISBN 2-905538-43-0) ; éd. Le Livre de poche, 1991 ; éd. Pauvert, 1999
- Congo, poèmes, éd. d'Utovie, 1987
- Lana Song, poème, éd. La Barbacane, 1988
- Nougaro la voix royale, éd. Hidalgo, 1989
- Dans le hamac des vulves, poème, La Barbacane, 1989.
- Laure, poème, La Barbacane, 1990
- Aquarium, poèmes, éd. Régine Deforges, 1990  (ISBN 2-905538-54-6). Reprise de Lana Song et Dans le hamac des vulves
- L'Archipel de Bird, roman, éd. Régine Deforges, 1991  (ISBN 2-905538-79-1)
- Danse avec les ours, pamphlet, éd. Régine Deforges, coll. « Coup de gueule », 1992
- Pyrène et les vélos, éd. Les Belles Lettres, Paris, 1993  (ISBN 2-251-44008-9)
- L'Ange qui aimait la pluie, conte, éd. Albin Michel, Paris, 1994  (ISBN 2-226-06977-1)
- Indianoak, roman, éd. Albin Michel, 1995  (ISBN 2-226-07849-5)
- La Corde à linge, roman, éd. Albin Michel, 1997  (ISBN 2-226-08926-8)
- Flammes, éd. Fayard, 1999  (ISBN 2-213-60439-8), interprétation romanesque de l'affaire des feux de Séron[4].
- Gargantaur, roman, éd. Fayard, 2001
- Collector, recueil d'articles, éd. Bartillat, 2002  (ISBN 2-84100-283-7)
- Soror, roman, éd. Arthème Fayard, 2003  (ISBN 221361637X)
- Mon seul chanteur de blues, récit, éd. de La Martinière, 2005  (ISBN 2-84675-168-4). Sur Claude Nougaro
- Percolenteur, éd. du Panama, 2005
- Pension Karlipah, roman, éd. Plon jeunesse, 2007
- Chicken, récit, éd. Gascogne, 2007
- Renaud, biographie, éd. Flammarion, 2008
- Corrida, basta !, pamphlet, éd. Robert Laffont, 2009
- Le Soleil m'a oublié, roman, éd. Robert Laffont, 2010
- Diane et autres stories en short, nouvelles, éd. Robert Laffont, 2012
- Claude Nougaro, le parcours du cœur battant, éd. Hors-Collection, 2014
- Madame Richardson et autres nouvelles suivi de Quai des bribes, éd. Robert Laffont, 2015
- La Cause des vaches. La France contre les robots de l'agro, ed. du Rocher, 2016. Prix Jacques-Lacroix 2017 de l'Académie française
- Tina, roman, éd. du Rocher, janvier 2018
- Bonheur, roman, éd. Cairn 2021
- Le Bazar de l'Hôtel de vie, éd. Le Castor astral 2021

### Sur le cyclisme et le Tour de France
- Le Roi Miguel, éd. Stock, 1995  (ISBN 2-234-04544-4). Sur le cycliste Miguel Indurain
- Duel sur le volcan, éd. Albin Michel, 1998. Sur le duel Anquetil-Poulidor au Tour de France 1964
- Le petit livre jaune, éd. Mazarine, 2000
- Fenêtre sur Tour, éd. Bartillat, 2004
- Champion : Défense et illustration de Lance Armstrong, éd. Plon, 2006
- Dictionnaire amoureux du Tour de France, ill. d'Alain Bouldouyre, éd. Plon, 2007  (ISBN 978-2-259-20433-0)
- Le Tour de France dans les Pyrénées, éd. Le Cherche-midi
- Tour de France, nostalgie, éd. Hors-Collection, 2012, Prix Louis Nucéra 2013
- Robic 47, éd. du Rocher, 2017. Sur Jean Robic
- Le Tour de France, Abécédaire ébaubissant, Éditions du Rocher, 2019, 384 pages  (ISBN 9782268096278).

### Collaborations
- Je chante donc je suis, préface de Christian Laborde, dessins de Claude Nougaro, livre accompagnant « L'Intégrale studio », compilation de 13 CD de Claude Nougaro, éd. Universal, 2005
- « Boris Vian, l'enchanteur », in revue l'Atelier du roman, 2012, no 10

## Citations
« Christian Laborde est mon frère de race mentale. C’est un poète, c’est-à-dire un homme qui parle une langue de couleurs à délivrer les grands baisers de l’âme. »

— Claude Nougaro
.
« Connu de nos services de police pour érotomanie publique et manifeste depuis l'interdiction de "L'Os de Dionysos" en 1987, Christian Laborde est un dangereux obsédé textuel » Frédéric Beigbeder.
« Ce qui frappe chez Christian Laborde, troubadour de l’Adour, swingueur intempestif qui a su faire à l’occasion danser la langue avec ses compatriotes et amis du Sud-Ouest comme Nougaro ou le jazzman Bernard Lubat, c’est une forme de constance. Il est toujours en guerre, depuis presque trente ans, contre l’ennemi le plus dangereux qui soit: le désenchantement du monde » Jérôme Leroy.